# 達飛馬可·波羅號
達飛馬可·波羅號（英語：CMA CGM Marco Polo）由南韓的大宇造船為法國達飛海運集團建造的一艘貨櫃船，全長396米（1,299英尺3英寸），寬53.6米（175英尺10英寸），吃水16米（52英尺6英寸）  ，其容量為16022 TEU，打破由丹麥航運公司快桅旗下船隻Emma Mærsk以15550 TEU創下的最大載櫃量紀錄 （隨後在2013年7月被Mærsk Mc-Kinney Møller以18270 TEU打破），動力引擎為瓦錫蘭（Wärtsilä）14RT-flex96C。達飛馬可·波羅號註冊於巴哈馬，於2012年4月12日動工，2012年11月5日交付並投入服務。

## 外部連結
- CMA CGM S.A. （页面存档备份，存于）